# The Moon
The Moon è un singolo del gruppo britannico Morcheeba, pubblicato il 28 marzo 2021 come terzo estratto dal decimo album in studio Blackest Blue.

## Descrizione
La canzone, composta in chiave Sol minore con un tempo di 142 battiti per minuto, è una cover dell'omonimo brano della cantautrice croata Irena Žilić, presente nell'album Haze del 2017. A proposito del significato del singolo, pubblicato in occasione del plenilunio, la cantante Skye Edwards ha dichiarato:

## Video musicale
Il video musicale del singolo è stato diretto da Martin J. Pickering e reso disponibile a partire dal 28 marzo 2021 sul canale Vevo-YouTube del gruppo musicale. Il videoclip è stato incluso nella Silver Screenings Selection dei Berlin Music Video Awards 2021.

## Tracce
1. The Moon – 3:28 (Irena Žilić, Ross Godfrey, Skye Edwards)